# Leif Miller
Dirk-Leif Miller (* 1967 in Ost-Berlin) ist ein deutscher Biologe und ehemaliger Geschäftsführer des NABU-Bundesverbandes.

## Leben
Der 1967 in Ost-Berlin geborene Miller kommt aus der ostdeutschen Umweltbewegung. Ab 1978 war er in der Fachgruppe Ornithologie der Gesellschaft für Natur und Umwelt aktiv. 1985 wurde er geprüfter wissenschaftlicher Vogelberinger. Im Jahr darauf absolvierte er ein Praktikum an der Vogelwarte Hiddensee.
1989/90 war Miller Gründungsmitglied der Grünen Liga. Von 1991 bis 2001 war er Geschäftsführer des Landesverbandes Grüne Liga Berlin, seitdem ist er dessen ehrenamtlicher Vorsitzender. 1994 wurde er Mitglied im Stiftungsrat der Stiftung Naturschutz Berlin. Er leitete von Oktober 1994 bis Juni 1995 das Projekt Klimaforum '95, das als Informations- und Koordinierungsstelle der deutschen Nichtregierungsorganisationen zum UN-Klimagipfel Berlin 1995 diente.
Bevor er 2005 Bundesgeschäftsführer des NABU wurde, war er Leiter der NABU-Bundesvertretung Berlin. Ab Januar 2023 teilte er die Geschäftsführung mit Susanne Baumann. Im Juni 2024 schied er aus der Geschäftsführung aus.
Von 2000 bis 2021 war er Vizepräsident des Dachverbandes Deutscher Naturschutzring (DNR). Des Weiteren ist er Kuratoriumsvorsitzender der Michael-Succow-Stiftung für Umweltschutz.
In seiner Freizeit betreibt Miller ökologische Landwirtschaft im Land Brandenburg und beschäftigt sich mit der Zucht vom Aussterben bedrohter alter Haustierrassen. Er ist verheiratet und hat eine Tochter.